# Ким, Олег Львович
Оле́г Льво́вич Ким (род. 19 июля 1949, Алма-Ата) — советский, казахстанский и российский баскетбольный тренер . Заслуженный тренер СССР (1988).

## Биография
Работал с командами:
- КазПИ (Алма-Ата) (женская) с 1971 по 1979
- СКА / Жулдуз (Алма-Ата) с 1979 по 1993. Серебро чемпионата СНГ 1992.
- ЦСК ВВС (Самара). Бронза чемпионата России 1994, 1995.
- Арсенал (Тула). Бронза чемпионата России 1999.
- Спортакадемклуб (Москва)
- Союз (Заречный)
- ЦСКА (Москва)
- Химик-Автодор (Энгельс)
- Университет-Югра (Сургут)

В отборочном турнире к чемпионату Европы-2003 тренировал сборную России.